# 릴리 폰스

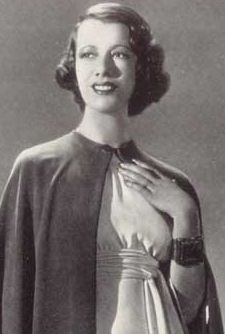

릴리 폰스(Lily Pons, 1898년 4월 12일 ~ 1976년 2월 13일)는 프랑스의 배우, 가수, 오페라 가수, 영화배우이다.
드라기냥에서 태어났으며 댈러스에서 사망하였다. 사인은 췌장암이다.

## 영화
- 카네기 홀 (1947년)
- 아이 드림 투 머치 (1935년)